# Нікасил
Нікасил (Nikasil®, скорочення від nickel-carbide-silicium) — ліпофільний сплав нікелю з карбідом кремнію (з вмістом близько 10 % карбіду кремнію у вигляді кристалів розміром порядку 1 мкм), що отримується методом електрофоретичного осадження у вигляді покриття з товщиною 200 мкм, й застосовується для захисту поверхні циліндрів у двигунах внутрішнього згоряння. Це покриття використовується при виготовленні алюмінієвих блоків циліндрів і поршнів й дозволяє мінімізувати їхнє зношування та тертя.

## Розробка
Сплав Nikasil® було розроблено німецьким виробником автомобільних деталей (у тому числі поршнів) «Mahle GmbH» у 1967 році. Спочатку малось на меті його використання для нанесення методом електролітичного осадження у місцях защільнення вершин ротора з алюмінієвого сплаву, двигунів Ванкеля (NSU Ro 80, Citroën GS Birotor та Mercedes-Benz C111).
На відміну від інших способів забезпечення довговічності блоків циліндрів з алюмінієвих сплавів, в тому числі із застосуванням чавунних гільз, нікасилове покриття дозволило виготовляти блоки циліндрів двигунів без гільз, що, в свою чергу, дало можливість використовувати великі діаметри циліндрів. Алюмінієві блоки мають набагато кращу теплопровідність, ніж чавунні, що є важливим при реалізації високої вихідної потужності двигуна.
Покриття отримало подальший розвиток завдяки американській корпорації «Chrome» на початку 1990-х років (під торговою назвою «Nicom»), яка використала його як заміну для хромування циліндрів двигунів, і при ремонтній заміні двигунів на снігоходах, мотоциклах, квадроциклах, гідроциклах і автомобілях із заводськими хромованими циліндрами.
Карбід кремнію є дуже твердим матеріалом (він є набагато твердішим за сталь) та може утворювати з нікелем сплав типу механічна суміш. На поверхню циліндра з алюмінієвого сплаву нікасил наноситься гальванічним способом. При роботі двигуна поршневі кільця виносять нікель, залишаючи значно твердіший карбід кремнію, що захищає від прямого контакту поршня чи поршневого кільця з алюмінієвим матеріалом циліндра. Після ремонтного розточування циліндрів вони повторно повинні покриватись цим сплавом, але так як нікасилове покриття має високу зносостійкість це зазвичай не роблять на відміну від чавунних чи хромованих циліндрів.

## Застосування
Компанія Porsche у 1970 році почала використовувати нікасил у двигунах спортивних автомобілів Porsche 917, а згодом, у 1973 році і на моделі 911 RS. У Porsche також використовували сплав на серійних автомобілях, але згодом перейшли на алюсил з метою економії коштів. Нікасилові покриття циліндрів завжди використовувались для моделей 911 Turbo та RS. Циліндри із сплавів алюмінію з нікасиловим покриттям дозволили Porsche створити двигуни з повітряним охолодженням, що мали найвищу питому потужність серед двигунів свого часу. Нікасил і надалі використовується у 911-х моделях.
Нікасил став популярним у 1990-х роках. Він використовувався такими компаніями, як Audi, BMW, Ferrari, Jaguar і Moto Guzzi у своїх нових серіях двигунів. У 1981 році компанією Moto Guzzi було запатентоване власне нікель-кремнієве покриття, що отримало назву «Нігусил» (акронім від Nickel-Guzzi-Silicon).
Тим не менше, сірка, що міститься у низькоякісних бензинах, у більшій частині країн світу, викликала з часом руйнування нікасилу у циліндрах, що приводило до дорогого ремонту двигуна.
Нікасил або аналогічні покриття під іншими торговельними марками і далі використовуються у двигунах спортивних авто, у тому числі у Формулі 1 та Champ Car. Компанія Suzuki почала використовувати перевірене нікелеве фосфор-кремній-карбідне запатентоване покриття торгової марки SCEM (назва від Suzuki Composite Electro-chemical Material) для максимального діаметра циліндрів й покращення відведення й розсіювання тепла, наприклад, на мотоциклетних двигунах Suzuki моделей TL1000S, V-Strom 650, TU250X, Hayabusa та GSX-R.
Автомобільні двигуни, де використовується нікасилове покриття:
- Porsche 912
- BMW M60 V8
- BMW M62 V8
- BMW M52 I6
- Jaguar AJ-V8
- Ferrari F50 V12
- Renault Clio 2 DCi 1,5 л
- Ford Puma 1,7 л